# Надоле (Жетале)
Надоле (словен. Nadole) — поселення в общині Жетале, Подравський регіон‎, Словенія.

## Пам'ятки культури
Садиба розташована у південно-східній частині поселення. Будинок та господарська будівля під загальним солом'яним дахом — остання чверть 19 ст..